# Тяньцун
Тяньцу́н (спрощ.: 天聪; кит. трад.: 天聰; піньїнь: Tiāncōng) або Абка́й суре́ (маньчж.: Abkai sure) — девіз правління в 1626—1636 роках імператора Хуан Тайцзі династії Цін. Значення — «Небесна просвітленість».

## Таблиця років
| Роки Тяньцун            | 1    | 2    | 3    | 4    | 5    | 6    | 7    | 8    | 9    | 10   |
| Григоріанський календар | 1627 | 1628 | 1629 | 1630 | 1631 | 1632 | 1633 | 1634 | 1635 | 1636 |
| Шістдесятирічний цикл   | 丁卯 | 戊辰 | 己巳 | 庚午 | 辛未 | 壬申 | 癸酉 | 甲戌 | 乙亥 | 丙子 |

## Співвідношеня з іншими девізами
| Династія Цін | Роки Тяньцун | 1 | 2          | 3 | 4 | 5 | 6 | 7 | 8 | 9 | 10 |
| Династія Мін | Роки Тянці   | 7 | Чунчжень 1 | 2 | 3 | 4 | 5 | 6 | 7 | 8 | 9  |